# González Catán
González Catán is een plaats in het Argentijnse bestuurlijke gebied La Matanza in de provincie Buenos Aires. De plaats telt 163.815 inwoners.

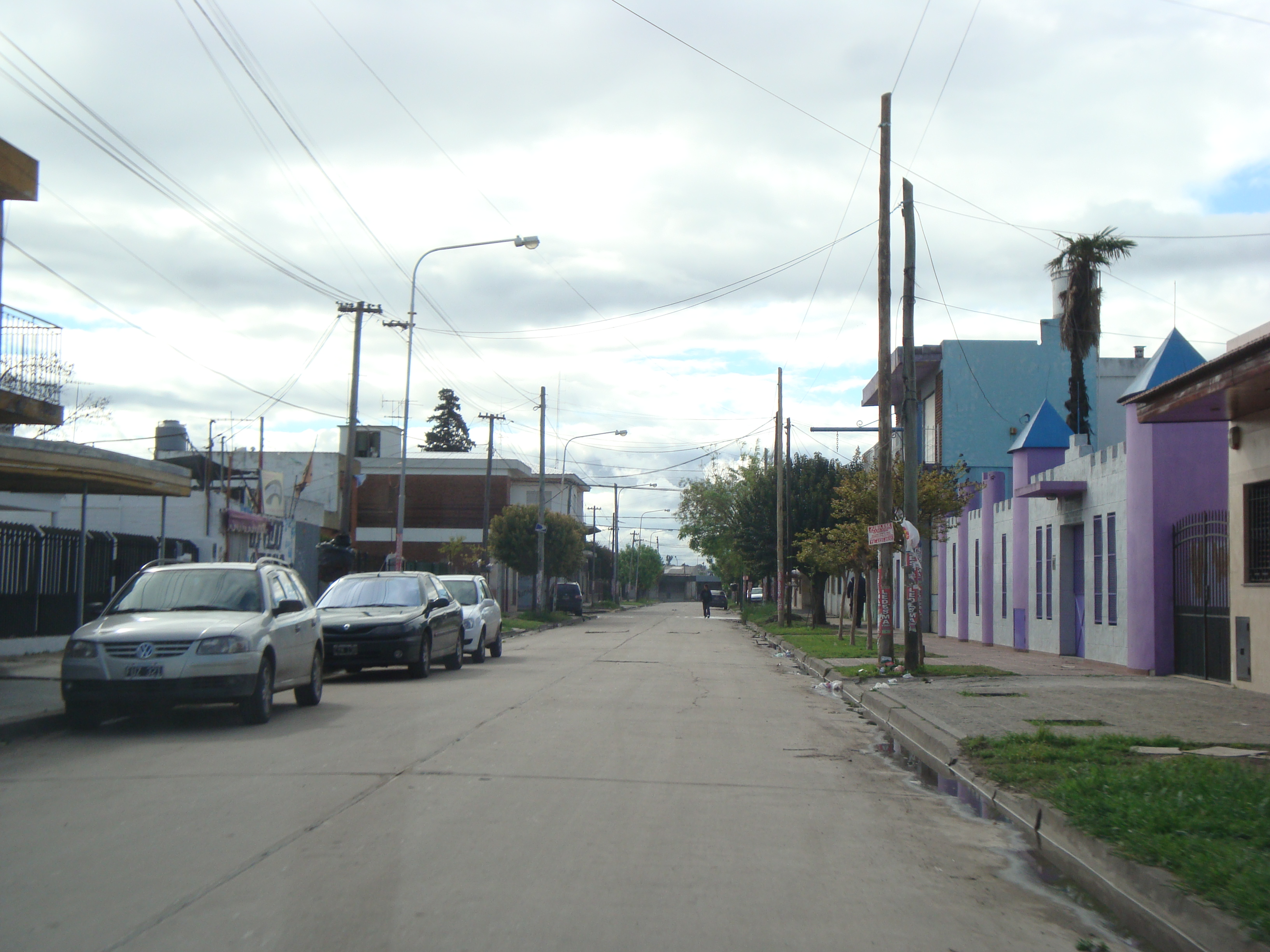
González Catán

## Geboren
- Gonzalo Montiel (1997), voetballer